# Фактор мощности
Фактор мощности — характеристика оружия и боеприпаса в практической стрельбе, пропорциональная произведению массы снаряда на его измеренную скорость.
Хотя сам фактор мощности считается безразмерной величиной, для его вычисления используются обладающие размерностью единицы:
{\displaystyle F_{m}=(m*V)/1000}
где
- {\displaystyle m} — масса снаряда, измеряемый в гранах;
- {\displaystyle V} — скорость полёта снаряда, измеряемая в футах в секунду.

Кроме фактора мощности, определяемого для сочетания конкретного оружия и типа патрона, существуют два рубежных его значения:
- «Минорный» фактор мощности — значение, по достижении которого возможно засчитать некоторую долю очков, за поражённые мишени, в результаты соревнования;
- «Мажорный» фактор мощности — значение, по достижении которого очки участника за поражённые мишени будут засчитаны полностью.

Значения, соответствующие «минору» / «мажору» для разных видов оружия указаны в Приложении D Правил:
- пистолет: 
  - «открытый»: 125 / 160;
  - «стандартный», «модифицированный» и «револьвер»: 125 / 170;
  - «классический»: 125 / 170;
  - «серийный»: 125 / не применяется;
- ружьё: не применяется / 480;
- карабин: 150 / 320.

По условиям безопасности, запрещены к применению патроны со стальными сердечниками, зажигательные, трассирующие, кроме того, ружейные патроны, реализующие фактор мощности более 750.